# Jack Brisco
Freddie Joe Brisco, mais conhecido pelo seu ring name Jack Brisco (Blackwell, 21 de setembro de 1941 - Tampa, 1 de fevereiro de 2010), foi um lutador de wrestling profissional, o qual alcançou o auge de sua carreira durante os anos 70 e 80. Ele atuou por vários territórios da National Wrestling Alliance (NWA), onde foi por duas vezes Campeão Mundial de Pesos-Pesados e por muitas vezes Campeão Mundial de Duplas, tendo como parceiro o seu irmão Gerald Brisco.
Ele e Gerald foram conhecidos como Brisco Brothers e foram introduzidos no WWE Hall of Fame na classe de 2008, apesar de nunca lutar por lá. Obtiveram mesmo sucesso na National Wrestling Alliance, Championship Wrestling from Florida, Georgia Championship Wrestling, World Class Championship Wrestling e World Wrestling Council.
Recebeu o prêmio de lutador do ano pela revista de wrestling profissional Pro Wrestling Illustrated em 1973. Além disso, a PWI colocou ele e Brisco como #54 dos 100 melhores tag teams da história em 2003.